# ناکنک
ناکْنِک یکی از رودهای آلاسکا است که به خلیج بریستول می‌ریزد.
ماهی آزاد این رودخانه و خلیج معروف است.